# Armand Putzeys
Armand Putzeys (ur. 30 listopada 1916 w Engis, zm. 21 listopada 2003 w Molenbeek-Saint-Jean) – belgijski kolarz szosowy, brązowy medalista olimpijski.

## Kariera
Największy sukces w karierze Armand Putzeys osiągnął w 1936 roku, kiedy wspólnie z Auguste’em Garrebeekiem i Jeanem-François Van Der Motte zdobył brązowy medal w drużynowym wyścigu ze startu wspólnego podczas igrzysk olimpijskich w Berlinie. Na tych samych igrzyskach rywalizację indywidualną zakończył na ósmej pozycji. W Berlinie wystartował również w drużynowym wyścigu na dochodzenie, w którym Belgowie zajęli piątą pozycję. Poza igrzyskami jego największym osiągnięciem jest wywalczenie indywidualnego złotego medalu na szosowych mistrzostwach Belgii w 1936 roku w kategorii amatorów. Nigdy nie zdobył medalu na szosowych mistrzostwach świata.